# Карло Аматі
Карло Аматі (італ. Carlo Amati; нар. 22 серпня 1776, Монца — пом. 23 березня 1852, Мілан) — італійський архітектор класицизму.

## Творча діяльність
З ранньої молодості займав посаду професора в міланській академії (італ. Accademia di belle arti di Brera), мав багато учнів, ґрунтовно їх познайомивши з класичною архітектурою.
Успішна прикраса собору в Павії доставило Аматі замовлення від Наполеона — обробити остаточно Міланський собор (1806) за проектом першого зодчого. Роботи над фасадом Дуомо зодчий описав у творі «Iconografia ed ortografia del Duomo di Milano» (Мілан).
Аматі був членом академій: віденської, петербурзької і амстердамської.

### Смерть
Помер у 1852 році; був похований з великою урочистістю в Мілані, в церкві св. Карла Борромео (італ. Chiesa di San Carlo al Corso), їм перебудованої.

## Видання
Його знали як письменника про мистецтво, який написав:
- «Gli ordini di Architettura del Vignola»
- «Regole del Chiaroscuro in Architettura»
- «Apologia di M. Vitruvio»
- «L'Architettura di M. Vitruvio»

Його твір «Antichità di Milano esistenti presso San Lorenzo» (1822) описує стародавні мармурові роботи, з підбіркою архітектурних і скульптурних орнаментів.